# Elegy XIX: To His Mistress Going to Bed

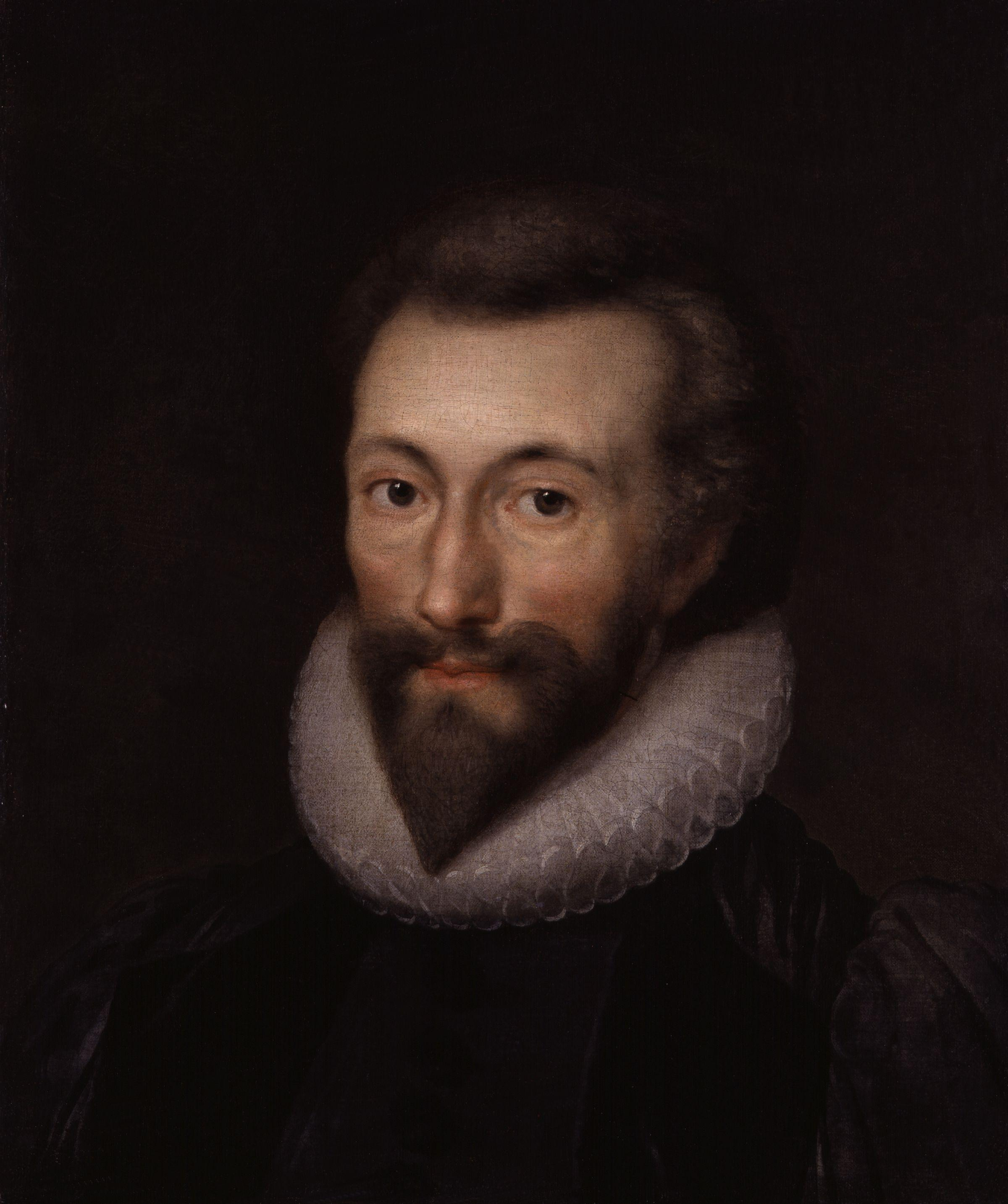
John Donne

Elegy XIX: To His Mistress Going to Bed (Elegie XIX: Aan zijn minnares die naar bed gaat) is een gedicht, geschreven door de metafysische dichter John Donne. De elegie werd niet opgenomen in de postume publicatie "Poems" uit 1633, maar wel in de bloemlezing The Harmony of the Muses uit 1654. Elegy XIX is daar ingedeeld bij Donnes liefdesgedichten, "gekenmerkt door een energieke, vaak schunnige humor, een nieuwe explicietheid over seksueel verlangen en ervaring, en een oneerbiedige nieuwe houding ten opzichte van gezagsdragers". Ook in dit gedicht maakt Donne gebruik van de voor hem typische metafysische conceits, lang uitgesponnen metaforen die op een verrassende manier uiteenlopende aardse en geestelijke dingen met elkaar in verband brengen.
In het gedicht haalt de spreker alles uit de kast om zijn beminde in bed te krijgen. To His Mistress Going to Bed beschrijft passioneel hoe zij zich uitkleedt en hoe hij haar streelt, hoewel het niet duidelijk is of dat uitkleden alleen in zijn fantasie gebeurt. Het gedicht bevat een van Donnes meest geciteerde 'conceits'. Bij het exploreren van het lichaam van zijn beminde vergelijkt hij haar met een nieuw te ontginnen land: "My America! my new-found-land," en ziet zichzelf als enige heerser over dat 'land': "kingdom, safeliest when with one man mann'd."